# بالگردگاه بیمارستان سیلم
بالگردگاه بیمارستان سیلم (به انگلیسی: Salem Hospital Heliport) یک فرودگاه خصوصی است. این فرودگاه در شهر سیلم، اورگن کشور ایالات متحده آمریکا قرار دارد و در ارتفاع ۶۷ متری از سطح دریا واقع شده است.